# 感田神社
感田神社（かんだじんじゃ）は、大阪府貝塚市にある神社である。社格は旧郷社。貝塚寺内町の氏神社で、毎年7月には太鼓台祭が開催される。

## 祭神
- 天照皇大神
- 素盞嗚尊
- 菅原道真　ほか

## 歴史
創建は不詳であるが、天文年間頃に本格化する貝塚寺内町の成立と関連している。地元農村からの移住者が多かったことから、南郡海塚村の牛頭天王社と同郡堀村の天満宮を寺内町に勧請し、天照皇大神を中心に三神を祀ったのが始まりで、1587年（天正15年）に陶製の小祠が建てられたという。1648年（慶安元年）には本格的な社殿が造営されている。江戸時代には領主である卜半家の帰依を得、宗福寺が別当寺の任に当たった。かつては、感田（神田）河原大明神・感田（神田）瓦大明神などとも称された。

## 主な行事
- 7月第3土曜日・日曜日（海の日の前々日・前日） - 貝塚太鼓台祭

3がつく日などに夜店が出る

## 交通
- 南海本線・水間鉄道水間線 貝塚駅西口より北へ徒歩3分